# Kłosowo (powiat kartuski)
Kłosowo (kaszub. Kłosowò) – wieś kaszubska w Polsce położona w województwie pomorskim, w powiecie kartuskim, w gminie Przodkowo. 
Wieś stanowi sołectwo Kłosowo w którego skład wchodzi również miejscowość Kłosówko.
Wieś stanowiąca własność miejską, położona była w drugiej połowie XVI wieku w powiecie gdańskim województwa pomorskiego. 
W latach 1975–1998 miejscowość administracyjnie należała do województwa gdańskiego.

## Historia
Klosowo nazwa niemiecka Gross Klossau, dawne dobra rycererskie w powiecie kartuskim, przy granicy powiatu wejherowakiego. Wieś posiada stary przywilej wielkiego mistrza  krzyżackiego Pawła von Russdorfa z roku 1436. Łącznie z wybudowaniemi: Trzyrzeki, Grogolewo, Piekło i Zagajnik, wieś posiadała  2313 mórg obszaru na których były dobra właściciela i 6 gburów. Według spisu mieszkańców było 242 w tym  katolików 213, ewangelików 29, mieszkających w 28 domach. Parafia i poczta Kielno, najbliższa szkoła Tokary, odległość od Kartuz 2 mile. W roku  1789 posiadaczem wsi był  Jakób Łebióski także właściciel Kłosówka.